# Айос-Еорьос (Идра)
Айос-Еорьос (греч. Άγιος Γεώργιος «Святой Георгий») — маленький необитаемый остров в Греции, посередине входа в залив Сароникос между Аттикой и Арголидой, на востоке от мыса в Арголиде Скилеона, к югу от острова Патроклос и к юго-западу от мыса Сунион, далеко в сторону открытого моря. Относится к группе Саронические острова. В древности назывался Бельби́на (лат. Belbina, Βέλβινα). Относится к общине (диму) Идра в периферийной единице Острова в периферии Аттика.
Длина острова 5,2 км, ширина 1,5 км, площадь 4,3 км². Остров каменистый и безводный, поэтому совершенно лишённый растительности, но с хорошими пляжами. По Страбону на острове хорошо растёт ячмень. Использовался для выпаса овец и производства сыра. В 1960-х годах на острове жил монах-отшельник, который построил часовню Святого Николая.
Строится ветряная электростанция (ВЭС), которая будет состоять из 23 ветрогенераторов общей мощностью 69 МВт.

## История
Город и полис Бельбина упоминает Скилак. В разговоре со своим врагом Тимодемом (Τιμόδημος) из Афидн афинянин Фемистокл, как сообщает Геродот, называет бельбинитов в презрительном смысле.
Принадлежал к Афинскому (аттическому) морскому союзу.
В древности использовался как место ссылки, преимущественно римлянами.
Венецианцы называли его (итал. Cappello di Cardinale, «Καπέλο ντι Καρντινάλε» — Кардинальская шапка) из-за формы.
В XIX веке назывался Сан-Джорджо (Σαν Τζώρτζη, итал. San Giorgio, Санто Жиоржио д’Арбора, Saint Giorgio d'Albora).
Недалеко от острова во время Второй мировой войны затонул пароход «Ориа», перевозивший 4046 итальянских военнопленных в Пирей.